# Щучье (Тульская область)
Щучье — село в Венёвском районе Тульской области России. Входит в состав муниципального образования Центральное.

## География
Село находится в 10 км на северо-восток от города Венева.  Поблизости протекает река Осётр.

## Население
| 2002 | 2010 |
| ---- | ---- |
| 169  | ↘149 |

## История
Происхождение названия не известно. Упоминается впервые в писцовых книгах 1571—1572 годов под названием «Щучий верх». На сельском кладбище, неиспользуемом с середины XIX века, много старинных захоронений, что может свидетельствовать о глубокой древности поселения.
Деревянная сельская церковь, 1731 года постройки, не сохранилась. Приход села с 1866 года был приписан к церкви в Исаково, а с 1895 года к Прудищам.
В селе сохранилась помещичья усадьба, занятая под «Дом инвалидов». Ранее усадьба принадлежала тульскому адвокату Н. П. Черносвитову. В Веневе ему принадлежало одно из крупнейших предприятий — винокуренный завод. Зятем Черносвитову приходился старший брат А. В. Луначарского — Платон, живший здесь и занимавшийся врачебной практикой в конце XIX века.
Ниже по течению Осётра, на левом берегу находится археологический памятник «Щучий городок» и природный заповедник. Сохранились городище, расположенное на известковой скале высотой около 20 м, и грот под самым городищем.